# 愛無止盡
《愛無止盡》（德語：Gegen die Wand）是德國導演法提·阿金所執導的電影，於2004年上映。

## 外部連結
- 互联网电影数据库（IMDb）上《愛無止盡》的资料（英文）
- AllMovie上《愛無止盡》的资料（英文）
- Box Office Mojo上《愛無止盡》的資料（英文）
- 豆瓣电影上《愛無止盡》的資料 （简体中文）
- 爛番茄上《愛無止盡》的資料（英文）
- Metacritic上《愛無止盡》的資料（英文）